# Heilandskirche (Pörtschach)

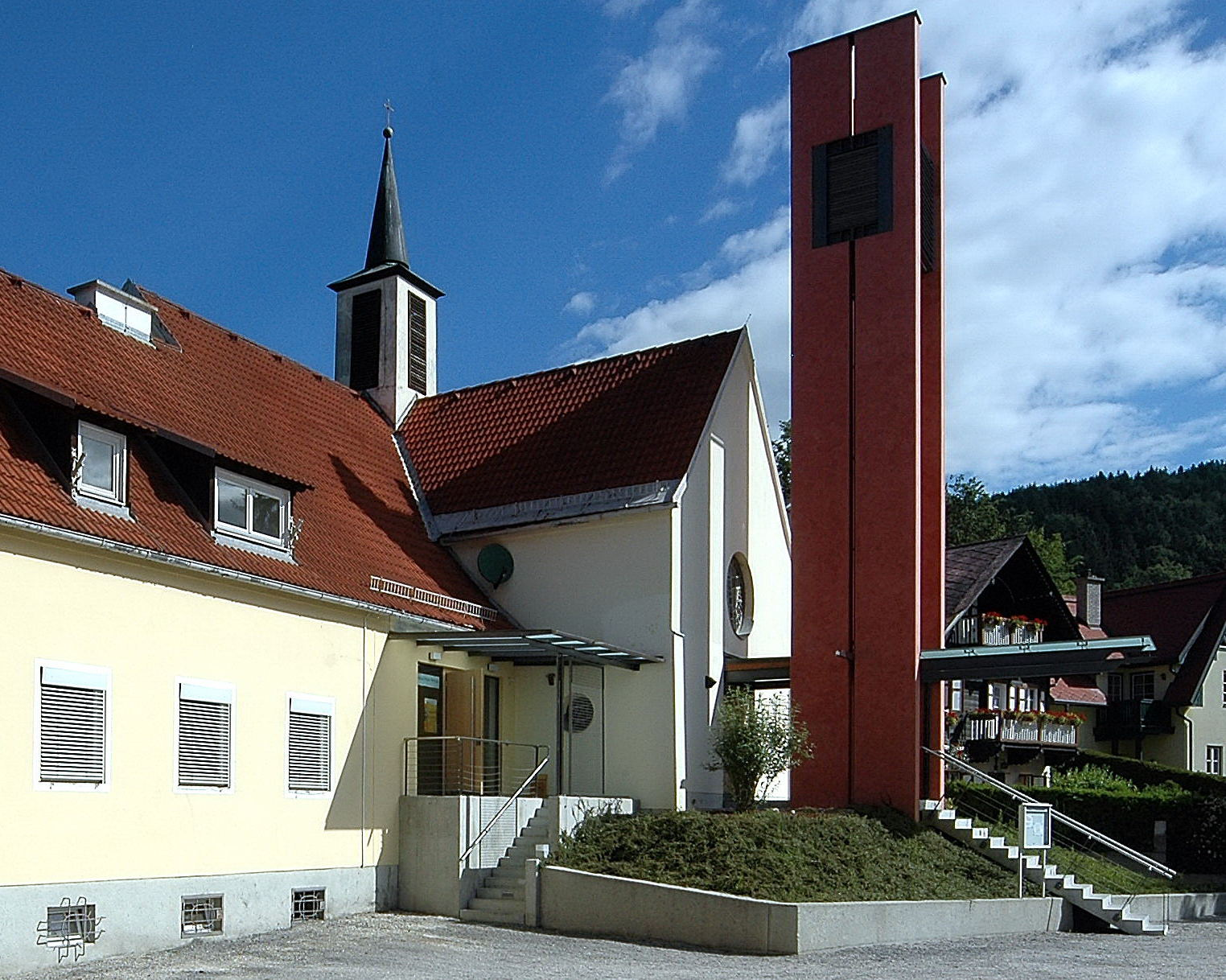
Evangelische Kirche mit Gemeindezentrum in Pörtschach

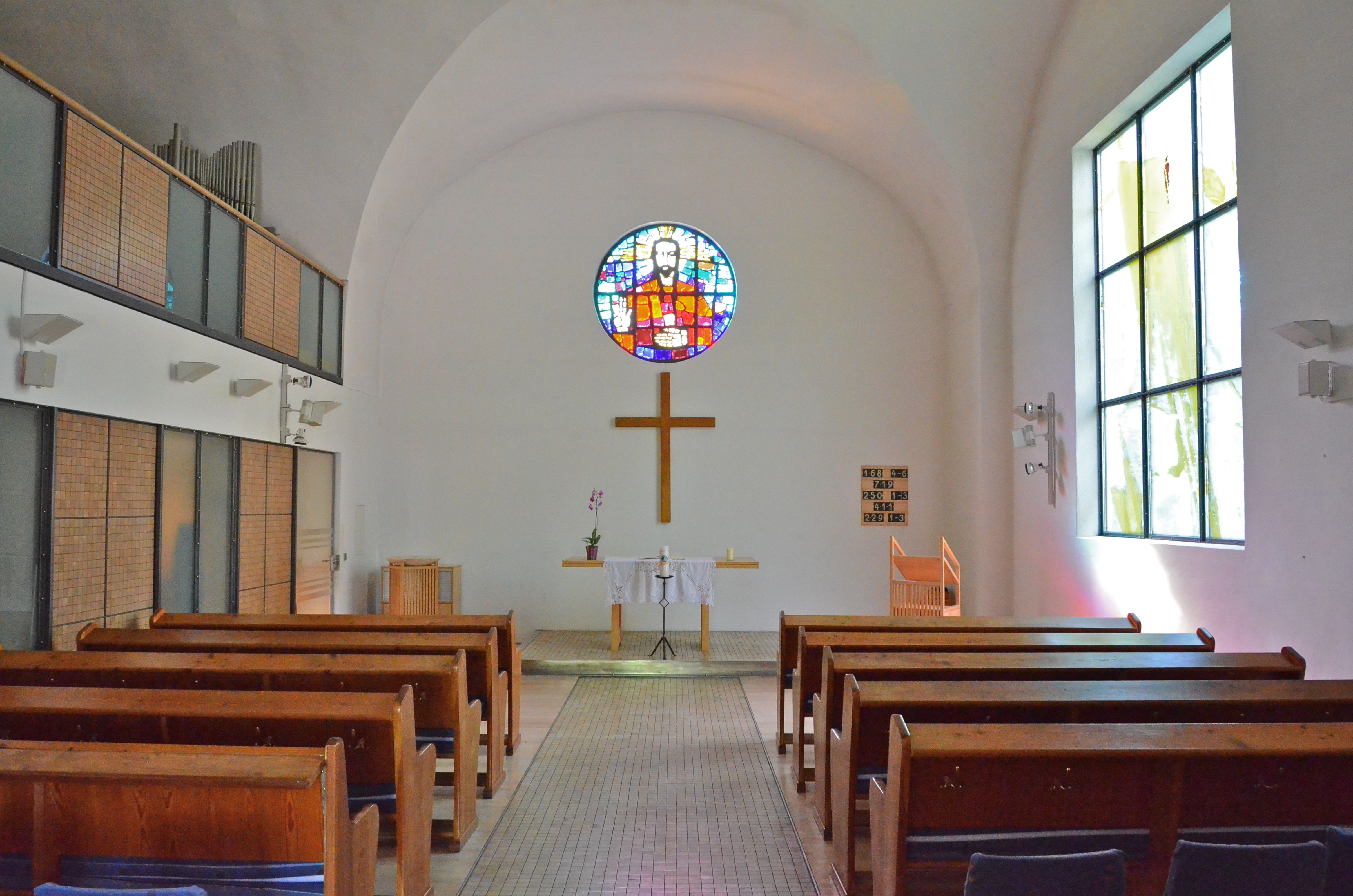
Innenraum

Die Heilandskirche ist die evangelisch-lutherische Gemeindekirche von Pörtschach am Wörther See im Bezirk Klagenfurt-Land. Sie gehört der Evangelischen Superintendentur A. B. Kärnten und Osttirol an.

## Geschichte
Die Kirchgemeinde wurde 1954 mit Sitz im Moosburger Gemeindehaus gegründet. In den Jahren 1956 und 1958 entstand nach Plänen des Architekten Alfred Rinesch ein Kirchenbau mit verbundenem Pfarrzentrum, dessen Weihe 1959 erfolgte. Der Kirchenbau selbst ist als einfache Saalkirche ausgeführt, sein Satteldach wird von einem Dachreiter bekrönt. Erst nachträglich erfolgte der Bau eines mittig der Giebelfassade vorgesetzten offenen Glockenträgers mit Überdachung des Kirchenzugangs. Der Kirchenraum ist tonnengewölbt, in dem als Vierung angelegten Altarbereich als Kreuzgratgewölbe durchdrungen.
Das Gemeindehaus in Moosburg ist heute eine Tochterkirche, ebenso wie die 1969 geweihte Martin-Luther-Kirche in Krumpendorf.

## Ausstattung
1967 erhielt die Kirche eine 1951 von Förster & Nicolaus Orgelbau erbaute einmanualige Orgel mit vier Registern, 1989 Betonglasfenster von Josef Tichy.

## Belege
1. 1 2  Pörtschach am Wörthersee (Heilandskirche). In: evang.at. Abgerufen am 27. März 2022.